# Sở thú Bojnice
Sở thú Bojnice, hay còn gọi là Vườn bách thú quốc gia Bojnice (tiếng Slovak: Zoologická záhrada Bojnice, Národná zoologická záhrada Bojnice) là một sở thú (vườn thú) được khánh thành vào năm 1955 ở thị trấn Bojnice, Slovakia. Tổng diện tích khoảng 40 ha. Đây là sở thú lâu đời nhất ở Slovakia.

## Tổ chức
Sở thú Bojnice là thành viên của các tổ chức quốc tế tầm cỡ như: WAZA (Hiệp hội các vườn thú và thủy cung thế giới), EAZA (Hiệp hội các vườn thú và thủy cung Châu Âu), UCSZ (Liên minh các vườn thú Séc và Slovakia), WAPCA (Hiệp hội Bảo vệ các loài linh trưởng Tây Phi), EEKMA (Hiệp hội quản lý và chăm sóc voi Châu Âu), IZE (Hiệp hội quốc tế các nhà giáo dục vườn thú) và Species360 (Cơ sở dữ liệu quốc tế về động vật trong vườn thú).

## Động vật
Năm 2011, sở thú Bojnice sở hữu khoảng 2270 động vật thuộc 414 loài, chẳng hạn như: voi Châu Phi, ngựa vằn núi, linh dương bongo, linh ngưu vàng, linh dương đen Đông Phi, đười ươi Borneo, khỉ roloway, cò quăm đỏ, đại bàng biển Steller, gấu nâu, báo Ba Tư, sư tử Châu Á, chuột túi đỏ, hươu môi trắng, hưu hoang, linh miêu Á-Âu, cự đà, rùa cạn, ếch độc xanh, vẹt Ma Cao, đại bàng Bateleur, linh dương kudu lớn, ngựa vằn Chapman và nhiều loài khác.